# Belagerung von Ciudad Rodrigo (1812)
Bailén –  Roliça –Vimeiro – Saragossa (1808) – Burgos (Gamonal) – Medina de Rioseco – Espinosa –  Tudela – Somosierra – Saragossa (1809) – La Coruña – Torres Vedras – Valls – Braga – Oporto – María – Talavera – Ocaña – Gerona – Ciudad Rodrigo (1810) – Buçaco – Gévora – Barrosa – Badajoz (1811) – Fuentes de Oñoro – La Albuera – Tarragona (1811) – Sagunt (Murviedro) – Ciudad Rodrigo (1812) – Badajoz (1812) –  Majadahonda – Salamanca – García Hernández –  Venta del Pozo – Vitoria – 
Sorauren – San Sebastián – Bidassoa
Bei der Belagerung von Ciudad Rodrigo entriss am 20. Januar 1812 die englisch-portugiesische Armee unter Arthur Wellesley die Stadt Ciudad Rodrigo ihrer französischen Besatzung unter Général de brigade Baron Barrié nach einer Belagerung, die am 7. Januar begonnen hatte. Bei einer früheren Belagerung von Ciudad Rodrigo eroberten die Franzosen die Stadt von den spanischen Truppen.

## Vorgeschichte
Als Teil seiner Strategie während seines Feldzugs in Spanien hatte Napoleon Bonaparte Marschall Auguste Marmont befohlen, 10.000 Mann an Marschall Louis Gabriel Suchets Armee abzustellen, um die mit der Eroberung von Valencia beauftragten Truppen und weitere 4000 Mann, um die zentrale Reserve zu verstärken. Als Wellesley die Nachricht erhielt, dass Marmonts Armee von Portugal Truppen Richtung Osten geschickt hatte, marschierte er nach Ciudad Rodrigo und schloss die Stadt am 8. Januar ein.
Ciudad Rodrigo war eine kleine Festung mit einer heute noch existierenden, 2 km langen und 10 m hohen bastionierten Wallanlage. Die Wälle waren bei der ersten Belagerung 1810 beschädigt, aber durch die Franzosen wieder in Stand gesetzt worden. Schwachstelle der Festung waren zwei Hügel, der 'Großen Teson' und der 'Kleinen Teson', ca. 70 m und 220 m vor dem Wall, wobei der 'Große Teson' die Mauern um 4 m überragte. Daher war hier von den Franzosen eine vorgeschobene Schanze errichtet worden. Außerdem waren zwei Konvente, die vor den Wällen lagen, befestigt worden.
Barriés 2000 Mann starke Besatzung war aber zu schwach, um alle Verteidigungslinien in ausreichender Stärke zu besetzen. Die französischen Truppen bestanden u. a. aus einzelnen Bataillonen des 34e Régiment d’infanterie legére (Leichte Infanterie) und des 113e Régiment d'infanterie de ligne (Linieninfanterie), einer Einheit Pioniere und nur 167 Artilleristen mit 153 Kanonen.
Am 8. Januar stürmte und eroberte die Leichte Division unter Colborne die Schanze auf dem 'Großen Teson' und begann, die Positionen für die Kanonenstellungen auszuheben. Das Graben auf felsigem Grund in der Nacht stellte jedoch eine besondere Gefahr dar, da der dadurch verursachte Lärm Störfeuer von den Wällen nach sich zog. Der 'Konvent von Santa Cruz' wurde am 13. Januar von der King’s German Legion und einer Kompanie des 60. leichten Regiments gestürmt und der 'Konvent von San Francisco' fiel am 14. Januar. An diesem Tag begannen die Kanonen mit dem Beschuss der Mauern. Nach der Abgabe von über 9500 Schuss waren nach fünf Tagen zwei Breschen in die Wälle geschlagen worden. Wellesley befahl die Erstürmung für die Nacht des 19. Januar.

## Die Erstürmung

### Verlauf
Major general Thomas Pictons 3. Division sollte den größeren Durchbruch im Nordwesten stürmen, während Robert Craufurds leichte Division zum nördlichen, kleineren Durchbruch geschickt wurde. Ablenkungsattacken sollten von Denis Packs portugiesischer Brigade im Osten und über den Águeda im Süden ausgeführt werden. Wellesley wollte 10.700 Mann bei diesem Angriff einsetzen.
Der Angriff begann um 19.00 Uhr. Zwei Kanonen, die in der Mauer am großen Durchbruch standen, verursachten die meisten Verluste bei den Sturmtruppen. Das 88. Regiment, die Connaught Rangers, eroberten eine, während das 45. Regiment (Nottinghamshire) die andere Bresche einnahmen. Packs Brigade erreichte ebenfalls das Zentrum der Stadt, die sich ca. 30 Minuten später ergab.

### Verluste
Über die Verlustzahlen gibt es exakten Angaben, auf Seite der Alliierten werden etwa 1100 Mann, (ca. 500 bis 600 für die Zeit während der Belagerung sowie 568 Tote und Verwundete für die Angriffsoperation) angegeben. Unter den Toten waren Generalmajor Henry MacKinnon und Robert Craufurd, der wohl folgenreichste einzelne Verlust. Die Franzosen hatten ca. 530 Tote und Verwundete zu beklagen, ca. 2000 Mann gingen in Kriegsgefangenschaft.
Der Sieg wurde geschmälert, da die britischen Truppen (trotz der Versuche der Offiziere, dies zu verhindern) nach ihrem Sieg die Stadt ausplünderten.

## Folgen
Die französische Armee verlor ihren gesamten Artilleriepark mit 153 Kanonen. Der schnelle Verlust von Ciudad Rodrigo zerstörte die Planungen von Marmont, der geglaubt hatte, er hätte genug Zeit, um bis zum 1. Februar eine Entsatzarmee in Salamanca zu sammeln. Ironischerweise eroberte Suchet Valencia am 1. Februar, bevor Marmonts Verstärkungstruppen ankamen.
Die Eroberung von Ciudad Rodrigo eröffnete den nördlichen Korridor für die Invasion Spaniens von Portugal aus. Sie erlaubte Wellesley außerdem, nach Badajoz zu marschieren und diese Festung zu erobern, was ein viel verlustreicheres Ereignis werden sollte.
Wellesley wurde für die Befreiung der spanische Titel Duque de Ciudad Rodrigo (Herzog von Ciudad Rodrigo) verliehen. Seine Nachfahren führten den Titel weiter. Aktuell ist es Charles Wellesley, 9. Duke of Wellington (seit 2010).

## Galerie

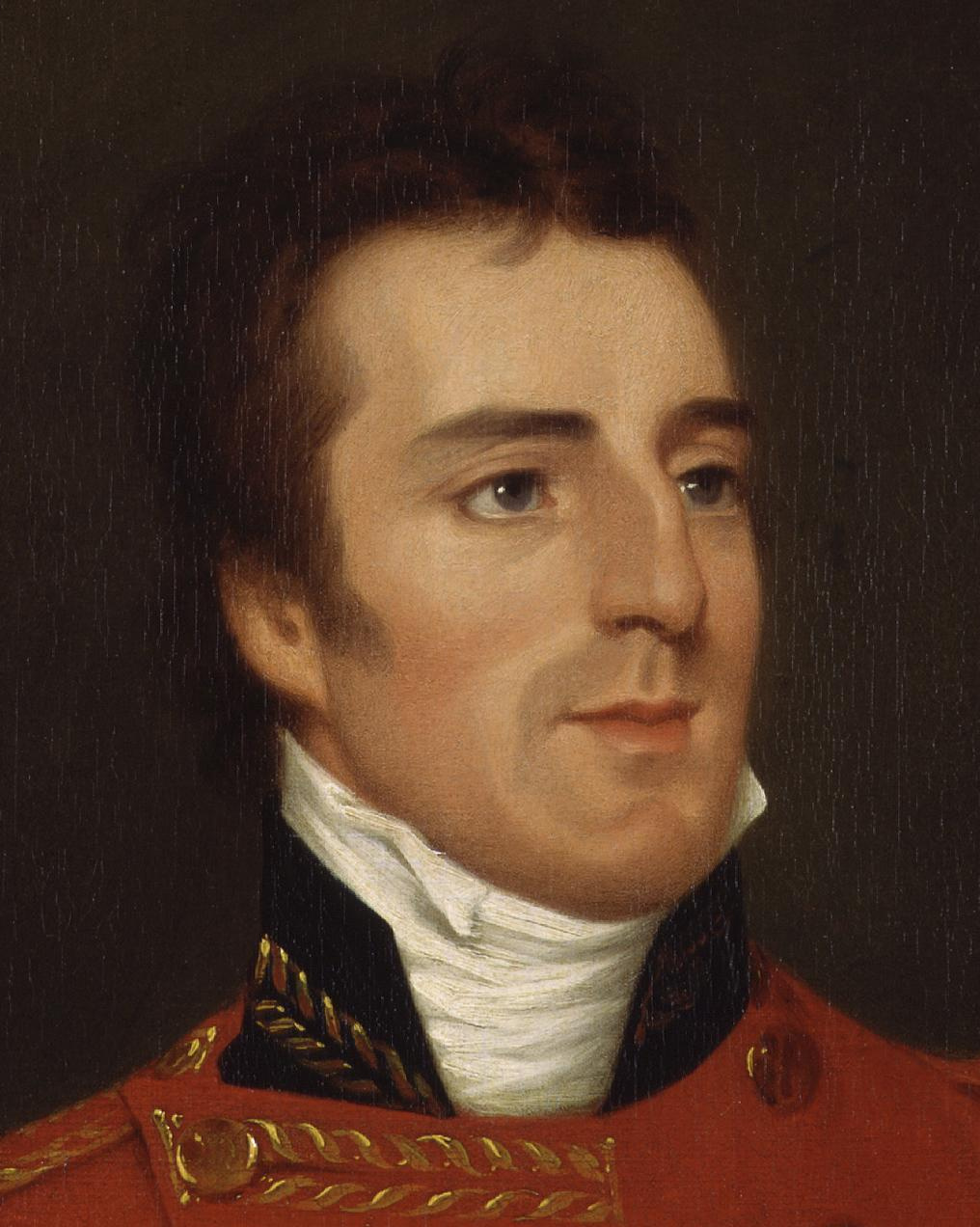
Sir Arthur Wellesley
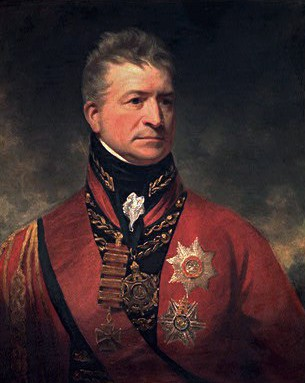
Sir Thomas Picton
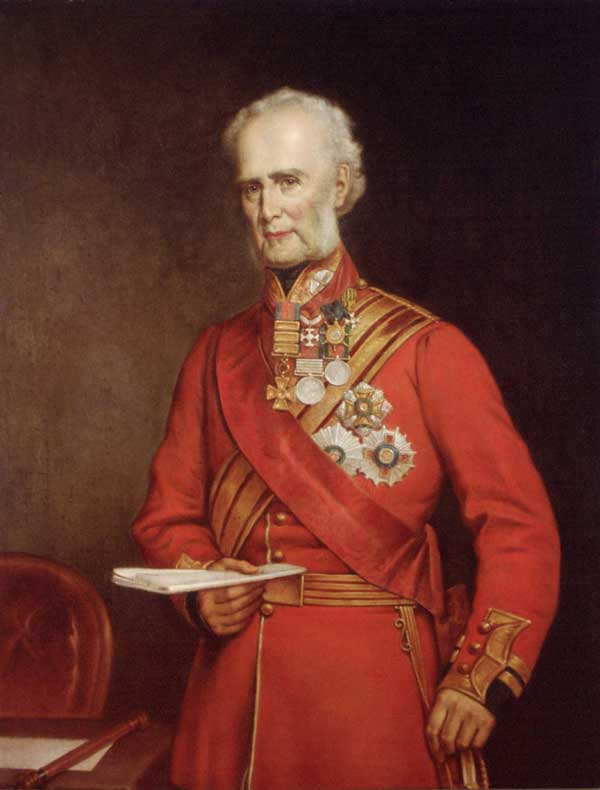
John Colborne
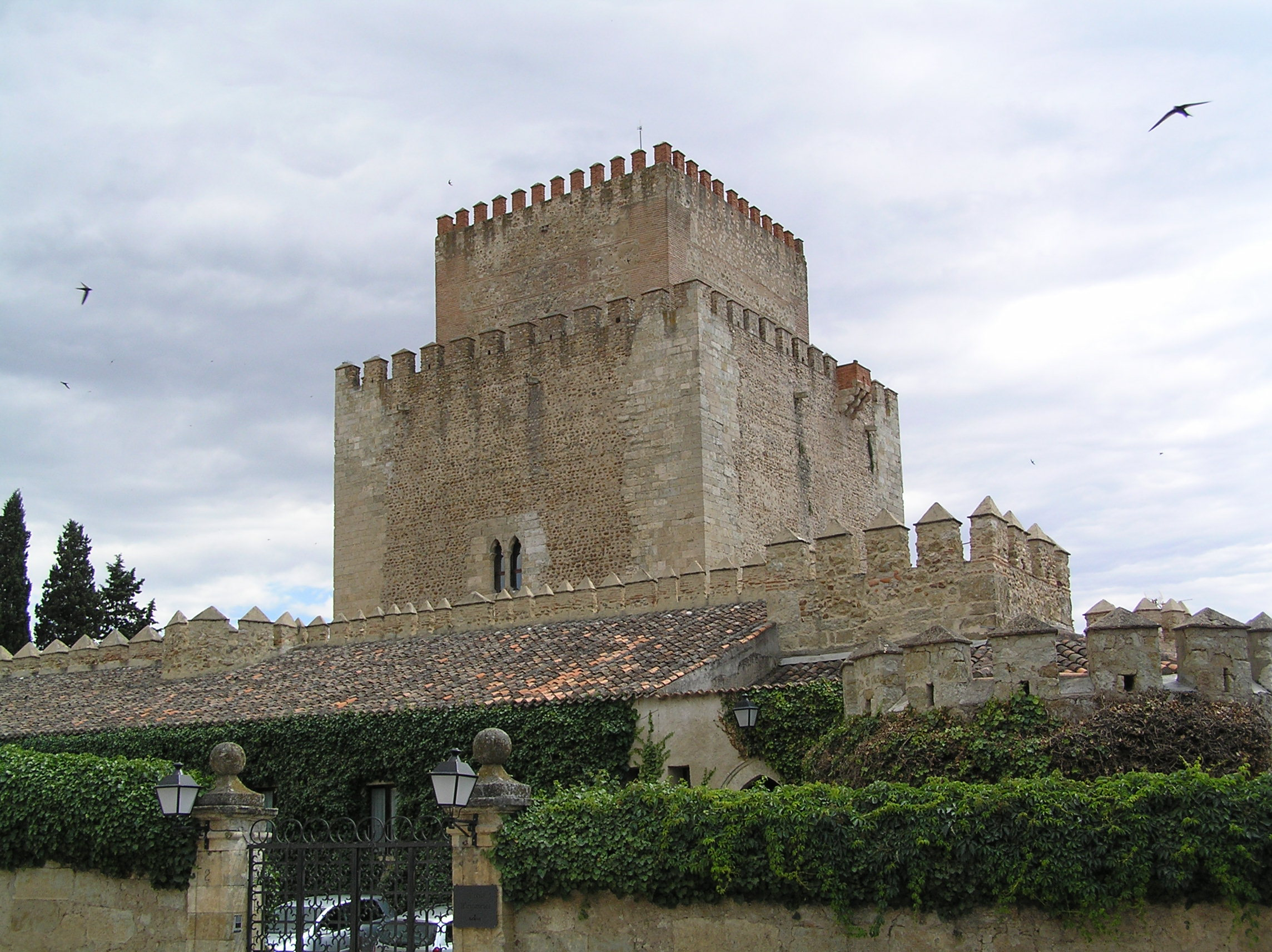
Burg an der Festungsmauer
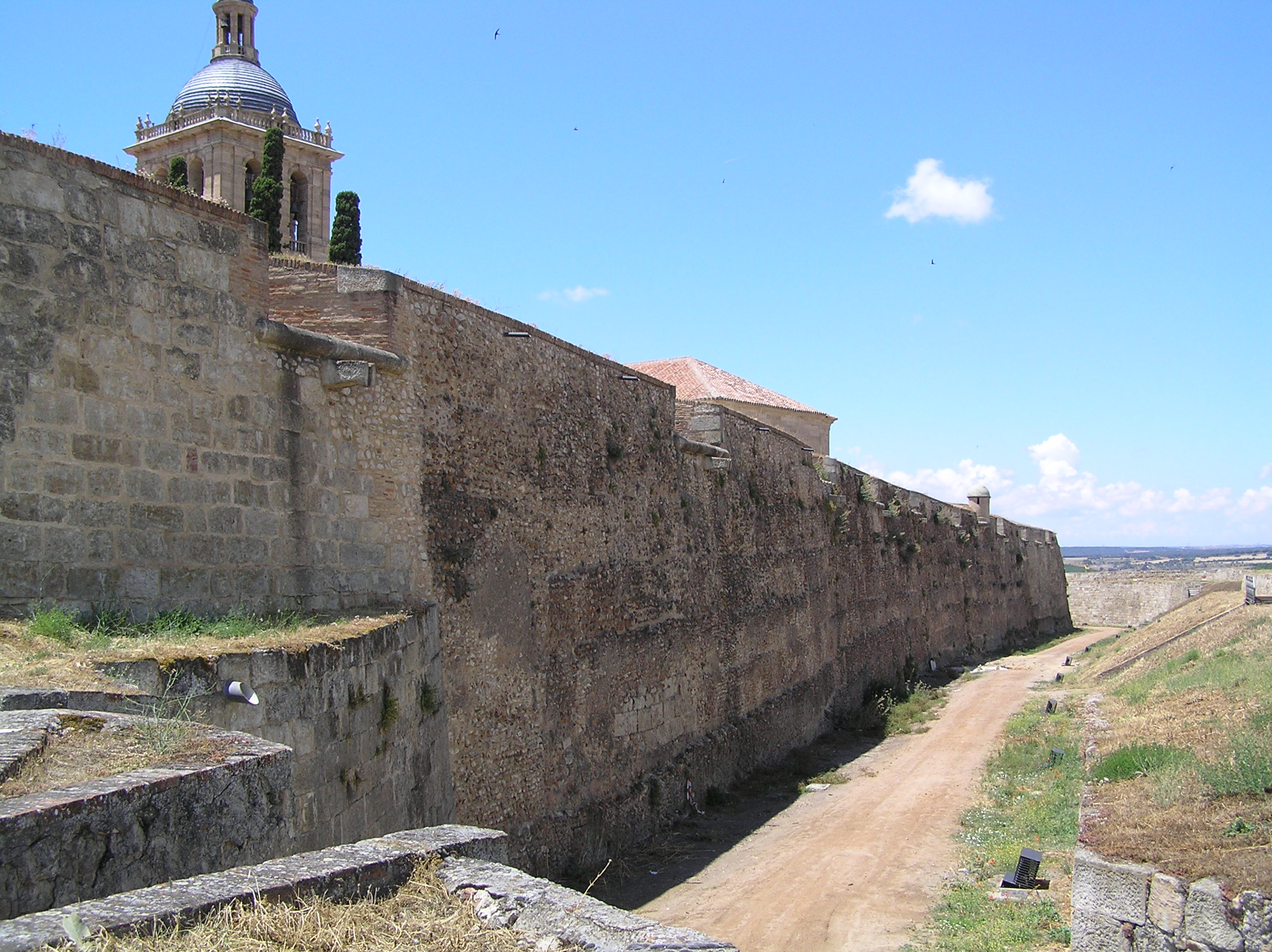
Festungsmauer